# 신경 경로
신경해부학에서 신경 경로 (neural pathway) 또는 신경 통로는 신경전달(neurotransmission. 신경계의 한 영역에서 다른 영역으로 신호를 보내는 것)을 가능하게 하기 위해 다른 위치에 있는 뉴런에 시냅스를 만들기 위해 뉴런에서 투사하는 축삭(axon)에 의해 형성된 연결이다. 뉴런은 단일 축삭, 또는 신경로(nerve tract) 또는 신경 다발(nerve fascicle)로 알려진 축삭 다발로 연결된다.

## 같이 보기
- 신경로 (Nerve tract)
- 신경 회로 (Neural circuit)
- 신경얼기 (Nerve plexus)